# Spruchverfahrensgesetz
Das Spruchverfahrensgesetz (SpruchG) regelt verschiedene besondere Verfahren aus dem Gesellschaftsrecht. 
In § 1 Nr. 1 bis 6 werden folgende Anwendungsbereiche genannt:
- Ausgleich für außenstehende Aktionäre und der Abfindung solcher Aktionäre bei Beherrschungs- und Gewinnabführungsverträgen,
- Abfindung von ausgeschiedenen Aktionären bei der Eingliederung von Aktiengesellschaften,
- Barabfindung von Minderheitsaktionären, deren Aktien durch Beschluss der Hauptversammlung auf den Hauptaktionär übertragen worden sind,
- Zuzahlung an Anteilsinhaber oder der Barabfindung von Anteilsinhabern anlässlich der Umwandlung von Rechtsträgern,
- Zuzahlung an Anteilsinhaber oder der Barabfindung von Anteilsinhabern bei der Gründung oder Sitzverlegung einer Europäischen Gesellschaft,
- Zuzahlung an Mitglieder bei der Gründung einer Europäischen Genossenschaft.

Das Spruchverfahrensgesetz hat insgesamt 17 Paragraphen, die Verfahrensfragen zu den o. g. Punkten regeln.